# راولند جورج
راولند جورج (انگلیسی: Rowland George; ۱۵ ژانویهٔ ۱۹۰۵ – ۹ سپتامبر ۱۹۹۷) قایقران روئینگ اهل بریتانیا بود.